# Romuald Figuier
Romuald Figuier, conosciuto come Romuald (Saint-Pol-de-Léon, 5 maggio 1941), è un cantautore francese.
Ha partecipato all'Eurovision Song Contest tre volte.
Ha rappresentato il Principato di Monaco nel 1964 con Où sont-elles passées?, che si classificò al terzo posto.
Nel 1969 ha rappresentato il Lussemburgo con Catherine, che però si piazza solo all'undicesimo posto.
Nel 1973 arriva secondo al Festival di Viña del Mar, Cile, con Laisse-moi le temps, canzone che più tardi sarebbe diventata famosa con il nome Let Me Try Again, cantata da Frank Sinatra e presente nell'album Ol' Blue Eyes Is Back.
Nel 1974 rappresenta nuovamente Monaco, arrivando quarto con Celui qui reste et celui qui s'en va all'Eurofestival.

## Discografia

### Singoli più famosi
- 1963: Ma plus belle année / Non, jamais / Les copains / Un adieu (FRANCE) (AZ EP 943)
- 1963: Ma plus belle année / Non, jamais (FRANCE) (AZ 1155)
- 1964: Où sont-elles passées / À jamais / Toi ma blonde / Demain (FRANCE) (AZ EP 949)
- 1964: Où sont-elles passées / Demain (FRANCE) (AZ 1164)
- 1964: Où sont-elles passées / À jamais (CANADA) (AZ 4300)
- 1964: Le temps des vacances / Je suis là / Un soir ensemble / Quand mon père (FRANCE) (AZ EP 951)
- 1965: Cow-boy / Les indiens / Donne, donne / L'été des collines (FRANCE) (AZ EP 960)
- 1965: Cow-boy / L'été des collines (FRANCE) (AZ 1176)
- 1965: Cow-boy / Les indiens (CANADA) (AZ 4301)
- 1965: C'est pas une vie / C'est pas facile de s'en aller / Bonanza / Le disque du bonheur (FRANCE) (AZ EP 973)
- 1965: Bonanza / C'est pas facile de s'en aller (FRANCE) (AZ 1185)
- 1965: Bonanza / Le disque du bonheur (CANADA) (AZ 4311)
- 1965: Tout s'arrange quand on s'aime / Est-ce que tu aime les chevaux / Yoffi / C'est la fille la plus jolie (FRANCE) (AZ EP 986)
- 1965: Tout s'arrange quand on s'aime / Yoffi (CANADA) (AZ 4317)
- 1965: Déjà / Je l'appelais Maria / Train Spécial / Quand je parle de toi (FRANCE) (AZ EP 1000)
- 1965: Déja / Je l'appelais Maria (FRANCE) (AZ 1212)
- 1966: Passeport pour le soleil / Elle est venue d'Angleterre / On est bien pareil / Ce jour (FRANCE) (AZ EP 1028)
- 1966: Passeport pour le soleil / On est bien pareil (CANADA) (AZ 4343)
- 1967: Chanson pour l'étrangère / Jerk Poker / Chanson pour l'étrangère (Instrumental piano) / Bastringue nº3 / Chanson pour l'étrangère (Instrumental guitare) (FRANCE) (AZ EP 1155)
- 1967: Chanson pour l'étrangère / Chanson pour l'étrangère (Instrumental) (CANADA) (AZ 4437)
- 1967: Je siffle ça / Pourquoi la pluie fait-elle pleurer les roses? / Je serai là / De mon temps (FRANCE) (AZ EP 1104)
- 1967: Je siffle ça / De mon temps (CANADA) (AZ 4366)
- 1968: Plus vite, plus vite (+ 5) (FRANCE) (AZ EP 1111)
- 1968: Vivre sans amour / Je ne suis pas un fou / Le temps des fleurs / Une part de bonherur (FRANCE) (AZ EP 1174)
- 1968: Je ne suis pas fou / Le temps des fleurs (CANADA) (AZ 4411)
- 1968: Une fille nommée amour / Rien n'a changé / Le bruit des vagues / Que reste t'il de l'été (FRANCE) (AZ 1229)
- 1968: Une fille nommée amour / Le bruit des vagues (CHILE) (AZ FERMATA)
- 1968: Le bruit des vagues / Que reste t'il de l'été / Une fille nommée amour / Rien n'a changé (BRAZIL) (AZ EPE 606)
- 1968: El rumor de las olas / Una chica llamada amor (ARGENTINE) (AZ FERMATA 3F-0260)
- 1968: Una chica llamada amor / Nada ha cambiado (CHILE) (AZ FERMATA)
- 1968: Amare per vivere / Col cuore in gola (ITALIE) (CAM AMP 39)
- 1968: Une rose à la mer / Dans tes bras (FRANCE)
- 1968: Catherine / Seul notre amour n'a pas changé / Même un enfant / Les tambours du vent (FRANCE) (AZ EP 1262)
- 1968: Catherine / Même un enfant (CANADA) (AZ 4454)
- 1968: Catherine / Les tambours du vent (BELGIUM) (AZ 2015)
- 1969: Catherine / Cada vez (SPAIN) (AZ H-447)
- 1969: Tous les printemps du monde / Au lieu de faire comme tout le monde (FRANCE) (AZ SG 107)
- 1969: Tous les printemps du monde / Dans tes bras / Une rose à la mer / Catherine (BRAZIL) (PHILIPS 339.021)
- 1969: Catherine / Ruido de las olas  / Je ne suis pas fou / Le bruit des vagues / Le temps des fleurs / Les tambours du vent / Que reste t'il de l'été / Rien n'a changé / Seul notre amour n'a pas changé / Una chica llamada amor / Une part de bonheur / Vivre sans amour (CHILE) (AZ FERMANTA 150)
- 1971: Jesus Cristo / Attache-moi (FRANCE) (CANADA) (MERCURY 6011.024)
- 1971: Attache-moi / Lady Mary (BRAZIL) (PHILIPS 365.318)
- 1972: Dis un petit mot / Le soleil des hommes (FRANCE) (MERCURY 6011.035)
- 1972: Dis un petit mot / Le soleil des hommes (CANADA) (PHILIPS 6011.035)
- 1972: Coeur de papillon / Comment vivre sans amour (FRANCE) (MERCURY 6011.042)
- 1973: Viens rêver sur l'eau /Reparlez-moi encore des roses (FRANCE) (MERCURY)
- 1973: C'est un matin / Ceux qui s'aiment (FRANCE) (MERCURY 6011.052)
- 1973: Dime una palabrita / Dame tiempo (CHILE) (PHILIPS 6011.054)
- 1974: Celui qui reste et celui qui s'en va / Sur la pointe des pieds, sur la pointe du coeur (FRANCE) (PORTUGAL)(MERCURY 6011.066)
- 1975: Corps à corps / En marchant sous la pluie (FRANCE) (CHARADE 1975 000)
- 1975: L'adoption / Pas pour toi (FRANCE)(FOX 57015)
- 1975: L'adoption / Pas pour toi (Belgique) (OMEGA INTERNATIONAL 36.306)
- 1976: Malicia / Tu lui diras (FRANCE) (FOX 49185)
- 1976: Impossible autrement / Tu lui diras (FRANCE) (CASTEL 49202)
- 1979: Tous les métros ratés / Marie mardi (FRANCE) (ORCA SG 728)
- 1979: Tous les métros ratés / Marie mardi (CANADA) (AC 103)
- 1984: Congo / Vends ton ame (FRANCE) (ADES)

### Video
- "Où sont-elles passées?" all'Eurofestival 1964, su youtube.com.
- "Cathérine" all'Eurofestival 1969, su youtube.com.
- "Laisse-moi le temps" al Festival di Viña del Mar 1973, su youtube.com.
- "Celui qui reste et celui qui s'en va" all'Eurofestival 1974, su youtube.com.